# Charles Calvert (Gouverneur)
Charles Calvert (* 1688 in England; † 2. Februar 1734 in Annapolis, Province of Maryland) war ein britischer Offizier und Kolonialgouverneur der Province of Maryland.

## Leben
Charles Calvert wurde unter dem Namen Charles Calvert Lazenby geboren. Seine Eltern konnten bisher nicht eindeutig identifiziert werden. Er scheint aber ein unehelicher Sohn eines Mitglieds der Calvert Familie gewesen zu sein. Es gibt Spekulationen, dass Charles Calvert, 3. Baron Baltimore sein Vater gewesen sein könnte.
Charles diente in der englischen bzw. britischen Armee, wo er bei den Grenadier Guards bis zum Captain aufstieg. Eine Offiziersstelle in diesem Prestigeregiment kostete viel Geld, das er wahrscheinlich von seinen reichen Verwandten, den Calverts, erhielt. Im Jahr 1720 wurde er von Charles Calvert, 5. Baron Baltimore, zum neuen Gouverneur der Province of Maryland ernannt. Die Kolonie war erst 1715 wieder in den Besitz der Familie Calvert gekommen, nachdem diese nach der Glorious Revolution 1689 die Kontrolle verloren hatten. Charles Calvert war ein loyaler Anhänger sowohl der britischen Krone als auch der Calvert Familie. In seiner bis 1727 währenden Amtszeit versuchte er, ausgleichend zwischen den diversen religiösen Gruppen in der Kolonie zu wirken. Gleichzeitig war er um einen Ausgleich zwischen den Interessen der Kolonisten und den Calverts als Eigentümer der Kolonie bemüht. Darüber hinaus suchte er auch eine friedliche Beziehung mit den Indianern. Im Jahr 1727 wurde Charles Calvert von Benedict Leonard Calvert als Gouverneur von Maryland abgelöst. Anschließend bekleidete er bis 1733 das Amt des Surveyor General für den Westteil der Kolonie. Zudem gehörte er dem kolonialen Parlament an. Außerdem hatte er als Mitglied der Church of England einige Kirchenämter inne.
In seiner Zeit in Maryland erwarb er größere Ländereien und brachte es zu beträchtlichen Reichtum. Er war seit 1722 mit der reichen Landerbin Rebecca Gerard (1706–1735) verheiratet. Das Paar hatte drei Kinder, von denen zwei als Kinder verstarben. Die Tochter Elizabeth heiratete später Benedict Swingate Calvert (1722–1788), einen unehelichen Sohn von Charles Calvert, 5. Baron Baltimore.